# 文公 (戦国滕)
文公（ぶんこう、? - ? 、在位紀元前327年 - ? ）は、中国の戦国時代の滕の君主。姓は姫。諡は文であり、滕の文公或いは滕文公と呼ばれる。周王室の王族で、先祖は滕に封じられた周の文王の庶子という。
孟子と同時代の人で、滕は50里四方の小国であり、常に斉や楚に圧迫されていた。太子であった頃、楚に人質として行こうとする時に、宋で、孟子と出会い、孟子の感化を受ける。
父である定公が死ぬと、文公は孟子にどのように喪を行うべきかを問うた。この時、孟子は3年間は喪に服すべきだといった。滕に仕えていた重臣たちはこのような長い喪は前例がないといって反発したが、文公は結局孟子の助言に従った。
文公が本格的に政治を始めるようになったあとも、文公は孟子にどのような政治を行うべきかを問うた。孟子は、儒教的な方法に則って政治を行うように助言し、文公はこれに従った。具体的には、井田法の実施である。このような儒教的政策を執ったことから、文公は後の儒者から評価を受けることとなる。